# Kupferschmiedestraße (Lübeck)

Die Lage der Kupferschmiedestraße (rot markiert)

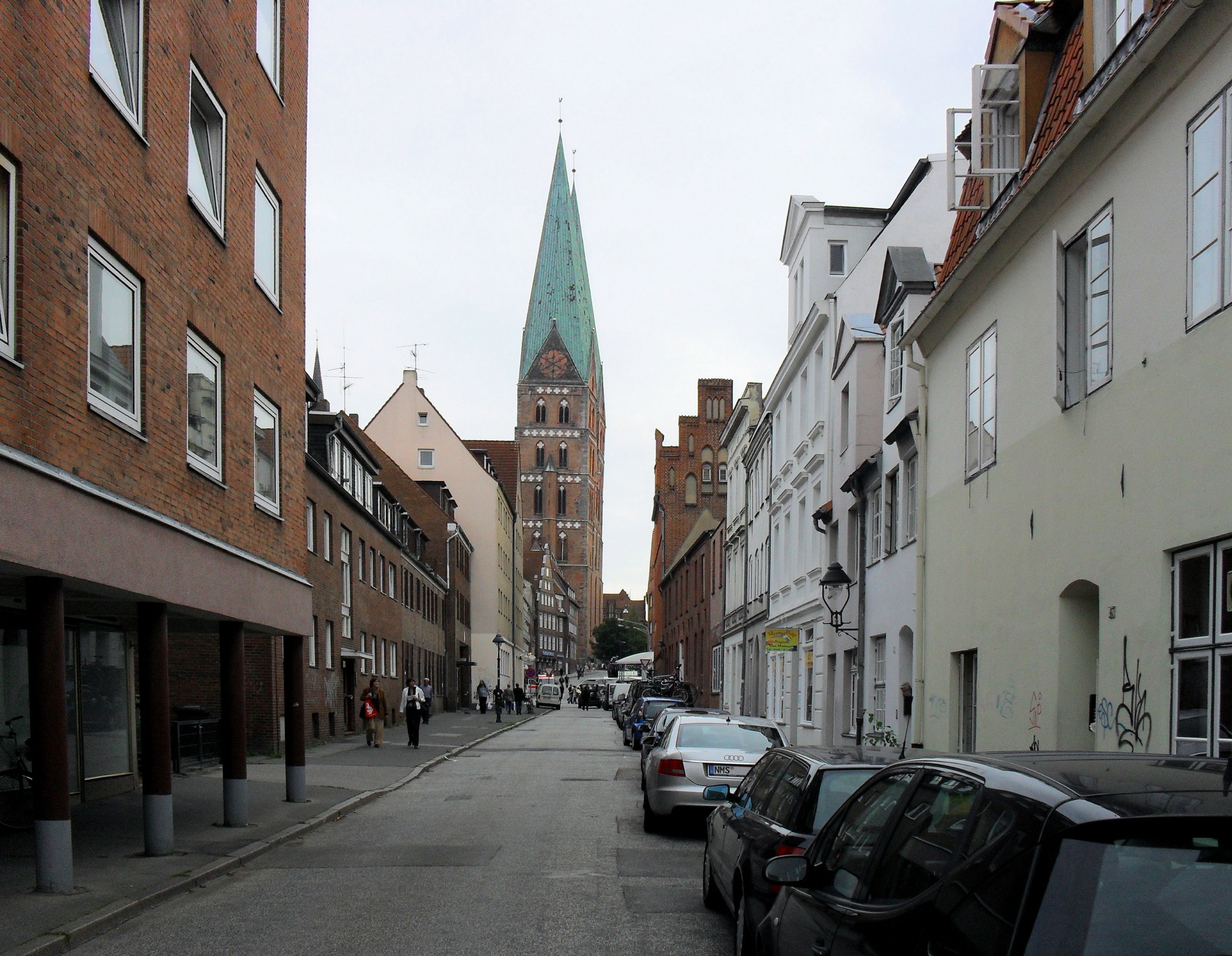
Die Kupferschmiedestraße; im Hintergrund die Marienkirche

Die Kupferschmiedestraße ist eine nach dem Beruf des Kupferschmieds benannte Straße der Lübecker Altstadt.

## Lage
Die etwa 110 Meter lange Kupferschmiedestraße befindet sich im nordwestlichen Teil der Altstadtinsel im Marien-Magdalenen Quartier. Sie beginnt an der Fischergrube gegenüber der Einmündung der Schwönekenquerstraße, verläuft südwärts und endet schließlich an der Beckergrube gegenüber der Einmündung des Fünfhausen.

## Geschichte
Erstmals urkundlich erwähnt wurde die Straße 1386 mit dem niederdeutschen Namen Copperslegerstrate (Kupferschlägerstraße), nach den hier ansässigen Handwerkern. Die Benennung hielt sich mit Variationen auch in den nachfolgenden Jahrhunderten:
- 1380: Koppersleger Dwerstrate (Kupferschläger-Querstraße)
- 1445: Koppertwerstrate (Kupferquerstraße)
- 1446: Platea fabrorum cupri (lat., Kupferschmiedestraße)
- 1556: Koppersmede Dwerstrate (Kupferschmiede-Querstraße)

Im späten 16. Jahrhundert machte der Name eine Wandlung durch; die spezifische Benennung nach den Kupferschmieden geriet in Vergessenheit:
- 1588: Smededwerstrate (Schmiede-Querstraße)
- 1608: Smedestrate
- 1695: Kleine Schmiedestraße (in Abgrenzung von der Schmiedestraße)

1852 wurde Kleine Schmiedestraße amtlich als Straßenname festgelegt, jedoch 1884 in einem Rückgriff auf die ursprüngliche Namensherleitung in die bis heute gültige Bezeichnung geändert.
Beim Bombenangriff von 1942 wurde die historische Bebauung der östlichen Straßenseite vernichtet; auf der Westseite hingegen existieren noch Häuser des ausgehenden 18. und frühen 19. Jahrhunderts.